# American Association 1882
American Association 1882 var den første sæson i baseballligaen American Association, som i 1881 var blevet grundlagt som reaktion på restriktionerne, som National League pålagde sine medlemmer. Ligaen havde deltagelse af seks hold, som hver skulle spille 80 kampe i perioden 2. maj – 1. oktober.
Mesterskabet blev vundet af Cincinnati Red Stockings som vandt 55 og tabte 25 kampe.

## Resultater
| Plac. | Hold                     | Kampe | Vundne | Uafgj. | Tabte | Proc.  |
| ----- | ------------------------ | ----- | ------ | ------ | ----- | ------ |
| 1.    | Cincinnati Red Stockings | 80    | 55     | 0      | 25    | 68,8 % |
| 2.    | Athletics                | 75    | 41     | 0      | 34    | 54,7 % |
| 3.    | Eclipse                  | 80    | 42     | 0      | 38    | 52,5 % |
| 4.    | Alleghenys               | 79    | 39     | 1      | 39    | 50,0 % |
| 5.    | St. Louis Browns         | 80    | 37     | 0      | 43    | 46,3 % |
| 6.    | Baltimore                | 74    | 19     | 1      | 54    | 26,0 % |